# バックアタック (ゲーム)
バックアタック（和製英語: back attack）とは、主に背面から受ける敵からの攻撃である。

## 概要
バックアタックとは、背後からの攻撃によってプレイヤー側に脅威となる攻撃を指すが、近年では、味方からもバックアタックを行うこともある。
TRPGの盗賊における背後からの奇襲は「バックスタブ」(back stab)と呼ばれる。

## 歴史

### シューティングゲーム
バックアタックの初出は1979年のナムコ（後のバンダイナムコゲームス）『ギャラクシアン』の赤エイリアンの宙返りに起源を主張するものと、アイレム（後のアイレムソフトウェアエンジニアリング）が出した『銀河帝国の逆襲』のエイリアンの槍を起源とするものと2つある。
後者のエイリアンは落下中は高得点だが、撃ちもらすと、3匹まで自機の下段（背後）に回られ、槍が命中すると、爆発して、1ミスとなる。
『バックアタック』と言う名称が世間に広まったのは、1983年の『ゼビウス』の飛翔体「ゾシー」によるもので、全エリア中の中で、攻撃が執拗で、高い難易度であったことが挙げられる。
それ以降、シューティングゲームでは各パターンごとにバックアタックが行われ、それをあえて、後方攻撃を当てて倒すゲームなどが出回った（例：『空牙』のセイレーン、『ジノーグ』の魔法、『ダライアス』のマルチボムなど）。

### ロールプレイングゲーム
TRPGの『ダンジョンズ&ドラゴンズ』（『クラシックD&D』）では、シーフの背後からの攻撃が「バックスタブ」としてルール化されている。敵の背後から近づき、敵が気づいていなければ、攻撃が命中したときに大きなダメージを与えられるというものである。この概念は、後の第3版、現在の第4版でもローグの得意技として生かされている。
1981年に『ウィザードリィ』で「友好的なモンスター」とは逆に「（パーティー）はモンスターに驚いた」と表され、奇襲を受ける場面があったが、具体的にこれはバックアタックと言い切れなかった。コンピューターRPGでバックアタックが具体的に表されたのは、『ファイナルファンタジーIII』からである。プレイヤー側の戦列の前部後部が入れ替わり、防御力の弱い魔術師、召喚師、賢者などが不利な立場に立たされる。これとは逆にプレイヤー側からモンスター側に先制攻撃が出来るようになったのは、『ファイナルファンタジーV』からである。移動している周囲の地形からは確率を問わないこともあり、バックアタックだけを完璧に防ぐ方法はないが、パラメーターの"素早さ"の数値が上がるとバックアタックの確率が下がる傾向にある。

### 歴史シミュレーション
コーエーの『三國志V』では、各武将が「陣形」を持っている。陣形には部隊の向きによる特性があり、ごく一部の陣形を除いて、後方からの攻撃には弱いという特徴を持つ。このため、機動力のある陣形で敵部隊の後方を急襲する戦法もよく見られる。『信長の野望・烈風伝』、『信長の野望・天道』にも陣形の概念がある